# Félix Rodríguez
Félix Ismael Rodríguez Mendigutia (sinh ngày 31 tháng 5, 1941) là một cựu sĩ quan người Mỹ gốc Cuba của lực lượng bán quân sự do CIA hậu thuẫn làm việc tại Bộ phân Hoạt động Đặc biệt, được cho là có dính líu tới Sự kiện Vịnh Con Lợn và vụ hành quyết nhà cách mạng cộng sản Che Guevara cũng như có liên hệ mật thiết với George H. W. Bush trong vụ bê bối Iran–Contra.

## Đầu đời
Rodriguez sinh ra trong một gia đình điền chủ giàu có ở Cuba. Chú của ông từng là Bộ trưởng Các Công trình Công cộng thời chế độ độc tài Fulgencio Batista.
Ông theo học trường Perkiomen ở Pennsylvania nhưng sau đó bỏ học để gia nhập Liên minh Chống Cộng sản vùng Caribe, một tổ chức được sáng lập bởi nhà độc tài người Dominica Rafael Trujillo nhằm lật đổ chế độ cộng sản ở Cuba.
Sau khi thất bại trong nỗ lực lật đổ chính phủ Cuba, Rodríguez quay lại trường Perkiomen. Ông tốt nghiệp tháng Sáu năm 1960 và chuyển đến sinh sống cùng bố mẹ ở Miami, nơi có hàng nghìn người Cuba đang sống lưu vong.
Tháng Chín năm 1960, ông tham gia một nhóm người Cuba lưu vong ở Guatemala được hậu thuẫn bởi Cơ quan Tình báo Trung ương Mỹ (CIA) và được đào tạo quân sự. Những người này được gọi là Lữ đoàn 2506.

## Sự kiện Vịnh Con Lợn
Rodriguez tham gia Sự kiện Vịnh Con Lợn với vai trò một sĩ quan chỉ huy lực lượng bán quân sự thuộc Bộ phân Hoạt động Đặc biệt của CIA. Ông âm thầm xâm nhập vào Cuba vài tuần trước khi diễn ra cuộc đổ bộ. Sự thông thạo địa hình giúp Rodriguez có thể thu thập các thông tin tình báo quan trọng được sử dụng để lên kế hoạch và chuẩn bị cho cuộc đổ bộ.

## Bolivia
Năm 1967, CIA một lần nữa chiêu mộ Rodríguez để đào tạo và lãnh đạo một biệt đội có nhiệm vụ săn lùng Che Guevara, người đang tìm cách lật đổ chế độ do Mỹ hậu thuẫn ở Bolivia và thay thế bằng một chính quyền cộng sản.
Bức ảnh cuối cùng chụp Guevara còn sống cho thấy khi đó Rodriguez đứng bên cạnh Guevara, nhưng Dino Brugioni, một cựu sĩ quan cấp cao của Trung tâm Phân tích Hình ảnh Quốc gia (NPIC) của CIA, cho rằng đó là ảnh ghép.

## Việt Nam
Ông nhận quốc tịch Hoa Kỳ năm 1969. Trong khi làm việc cho CIA, ông cũng dùng bí danh "Max Gomez", được đặt theo tên của vị tướng người Dominica từng chiến đấu trong chiến tranh giành độc lập Cuba Máximo Gómez. Ông được CIA trao huân chương Ngôi sao Tình báo và chín lần được chính quyền Việt Nam Cộng hòa (VNCH) trao Anh Dũng Bội Tinh. Sau khi sống sót trong sự kiện Vịnh Con Lợn, ông lấy bí danh là Lazarus.
Khi Chiến tranh Việt Nam diễn ra, Rodríguez đã thực hiện hơn 300 nhiệm vụ bằng máy bay trực thăng và bị bắn hạ 5 lần. Năm 1971, Rodríguez đã đào tạo lực lượng Thám sát Tỉnh (Provincial Reconnaissance Units - PRUs) cho VNCH. Đây là lực lượng được CIA dựng lên để tiến hành Chiến dịch Phụng Hoàng. Báo cáo Walsh (Chương 29) cho biết: "Trong Chiến tranh Việt Nam, [Donald] Gregg là cấp trên của nhân viên CIA Felix Rodriguez và hai người vẫn giữ liên lạc sau cuộc chiến" Rodríguez cũng có nhiệm vụ báo cáo Ted Shackley khi diễn ra Chiến dịch Phụng Hoàng. Shackley trở thành phụ tá hàng đầu của George W. Bush khi Bush điều hành CIA, và Gregg sau này trở thành Cố vấn An ninh Quốc gia cho Phó Tổng thống Bush. Rodríguez thường xuyên liên lạc với Bush về vấn đề viện trợ vũ khí cho Contras.
Năm 1970, sau khi xâm nhập Campuchia, ông trùm mật thám CIA ở Biên Hòa là Orrin DeForest đã làm việc với Rodríguez, người mà Orrin miêu tả là "phi công giỏi nhất của CIA" và cùng đội PRU của Rodríguez triệt phá căn cứ An Tịnh của Việt Cộng ở Tây Ninh. Rodríguez đã bay bên trên ngôi làng này với một chiếc trực thăng hạng nhẹ OH-6 và đánh dấu bằng khói cam những ngôi nhà mục tiêu bị nghi ngờ là nơi Việt Cộng ẩn náu, sau đó lực lượng PRU sẽ tiến vào, đưa tất cả những người trong nhà ra ngoài, xếp thành hàng và xác định danh tính nghi phạm với sự giúp sức của một cựu chỉ huy Việt Cộng, người đã bị bắt trước khi hợp tác với CIA. Theo hồi ký của Orrin, chiến dịch này đã bắt được 28 cán bộ Việt Cộng đang sống công khai giữa lòng miền Nam Việt Nam. Việc bắt bớ và giam giữ hàng loạt cán bộ Tiểu khu Một của Việt Cộng là chiến dịch lớn nhất thuộc loại này trong chiến tranh và vì mọi ý định và mục đích, đã triệt phá cứ điểm An Tịnh của Việt Cộng.

## Vụ bê bối Iran-Contra
Có nhiều bằng chứng cho thấy mối quan hệ giữa Rodríguez và Phó Tổng thống Mỹ George H. W. Bush trong Vụ bê bối Iran–Contra từ năm 1983 đến 1988. Vào tháng Chín 1986, tướng John K. Singlaub đã viết thư gửi Oliver North bày tỏ lo ngại về việc Rodríguez liên lạc hàng ngày với văn phòng Bush và cảnh báo những rủi ro cho Tổng thống Ronald Reagan và Đảng Cộng hòa. Báo cáo Walsh (Chương 25) nói rằng phụ tá Ngoại trưởng M. Charles Hill đã ghi chú tại cuộc họp giữa George Shultz và Elliott Abrams ngày 16 tháng 10 năm 1986 như sau:
Felix Rodriguez [sic] – Bush biết rõ Felix đến từ CIA. FR [Rodriguez] là một cựu nhân viên CIA. Ở El Salvador, Felix lân la ở các quán bar nói rằng mình là bạn của Bush. Trước đó một năm, Poindexter & Ollie North đã nói với nhân viên văn phòng Phó Tổng thống đừng bảo vệ FR như bảo vệ một người bạn – chúng tôi muốn thoát khỏi hắn ta vì những dính líu của hắn trong các phi vụ bị che đậy Chẳng có gì xong nếu hắn ta vẫn ở đó nói năng không biết kiềm chế.
Rodríguez đã gặp Donald Gregg, khi đó là cố vấn An ninh Quốc gia của Bush. Báo cáo Walsh (Chương 29) viết: "Gregg đã giới thiệu Rodriguez tới Phó Tổng thống  Bush vào tháng Một 1985 và Rodriguez đã gặp Phó Tổng thống một lần nữa ở Washington, D.C. vào tháng Năm 1986. Ông cũng có cuộc gặp ngắn ngủi với Phó Tổng thống Bush ở Miami ngày 20 tháng Năm, 1986." Rodríguez cũng đã gặp và nói chuyện với cố vấn của Bush là Gregg và cấp phó của Gregg là đại tá Samuel J. Watson III.
Ngày 5 tháng Mười 1986, chiếc máy bay C-123 của Corporate Air Services (một hãng hàng không bình phong của CIA) chở theo lính thủy đánh bộ Hoa Kỳ Eugene Hasenfus đã bị bắn hạ ở Nicaragua, hai phi công Hoa Kỳ là William H. Cooper và Wallace B. Sawyer Jr. cùng một thành viên phi hành đoàn người Mỹ Latinh bị thiệt mạng. "Rodriguez đã nài nỉ Gregg cung cấp thông tin về máy bay mất tích nhưng không được. Rodriguez tìm đến Watson, người đã báo cáo lên Phòng Tình huống (Situation Room) của Nhà Trắng. Ngày hôm sau, Rodriguez tiếp tục gọi cho Watson và nói rằng chiếc máy bay đó là một trong những chiếc của North" Hasenfus nói với báo chí rằng mình làm việc cho "Max Gomez" (bí danh của Rodríguez) và "Ramon Medina" (bí danh của Luis Posada Carriles) của CIA. Ngày 10 tháng Mười 1986, Clair George, người đứng đầu các hoạt động bí mật của CIA, đã làm chứng trước Quốc hội Mỹ rằng ông không biết bất kỳ mối liên hệ trực tiếp nào giữa Hasenfus và chính quyền Reagan. Mùa thu năm 1992, George bị kết án về hai tội khai man và bội thề trước Quốc hội nhưng được Tổng thống Bush ân xá vào đêm Giáng sinh năm đó.

## Các cáo buộc liên quan đến Kiki Camarena
Tháng Mười 2013, hai cựu đặc nhiệm DEA và một phi công được cho là đã bay cho CIA đã tuyên bố với tạp chí Proceso của Mexico và kênh Fox News của Mỹ rằng CIA đã "đồng lõa" trong vụ sát hại đặc nhiệm DEA Enrique "Kiki" Camarena năm 1985 và Rodríguez đã đóng một vai trò nào đó. Động cơ phạm tội bị cáo buộc là Camarena được cho là đã phát hiện ra rằng chính phủ Hoa Kỳ đã hợp tác với băng đảng ma túy Guadalajara trong việc nhập khẩu và chuyển ma túy từ Colombia tới Hoa Kỳ qua Mexico, sử dụng số tiền thu được để tài trợ cho Contras ở Nicaragua chống lại chính phủ Sandinista. Phil Jordan, cựu giám đốc Trung tâm Tình báo El Paso (EPIC); Héctor Berrellez, một cựu đặc vụ của cơ quan chống ma túy Hoa Kỳ, người đã chỉ đạo Chiến dịch Leyenda để làm rõ vụ giết người; và Tosh Plumlee, được cho là cựu phi công của CIA, tuyên bố có bằng chứng cho thấy chính phủ Mỹ đã ra lệnh hành quyết Camarena.
Vào tháng 7 năm 2020, bộ phim tài liệu The Last Narc (điều tra cái chết của Kiki Camerena) đã phát lời khai của những người như Héctor Berrellez, Phil Jordan, Mike Holm (thành viên của DEA trong 24 năm), Manny Medrano (cựu trợ lý Biện lý Hoa Kỳ và công tố viên chính trong vụ Camarena) cùng với vợ góa của Camarena và ba cựu cảnh sát và cựu vệ sĩ của Ernesto Fonseca (tên trùm ma túy đứng đầu băng đảng Guadalajara). Bộ phim tài liệu phơi bày những tuyên bố chi tiết của cuộc tra tấn và thẩm vấn, bao gồm một số câu hỏi mà Rodríguez được cho là đã hỏi Camarena liên quan đến sự hợp tác giữa CIA và băng Guadalajara để đưa cocaine vào Mỹ, mục tiêu cuối cùng tài trợ cho Contras Nicaragua.
Năm 2013, Jack Lawn, cựu lãnh đạo của DEA, và đặc vụ về hưu Jack Taylor, người điều tra vụ giết người, cho biết CIA không liên quan đến cái chết của Camarena. Không đề cập đến tên đặc vụ nào, Jack Lawn cũng tuyên bố rằng "đây là một câu chuyện hoang đường không xứng đáng với những cá nhân phục vụ trong DEA." Một phát ngôn viên của CIA đã nói với Fox News rằng: "thật nực cười khi cho rằng CIA có liên quan đến vụ sát hại một đặc vụ liên bang Hoa Kỳ hoặc việc kẻ giết anh ta trốn thoát."

## Hoạt động xã hội

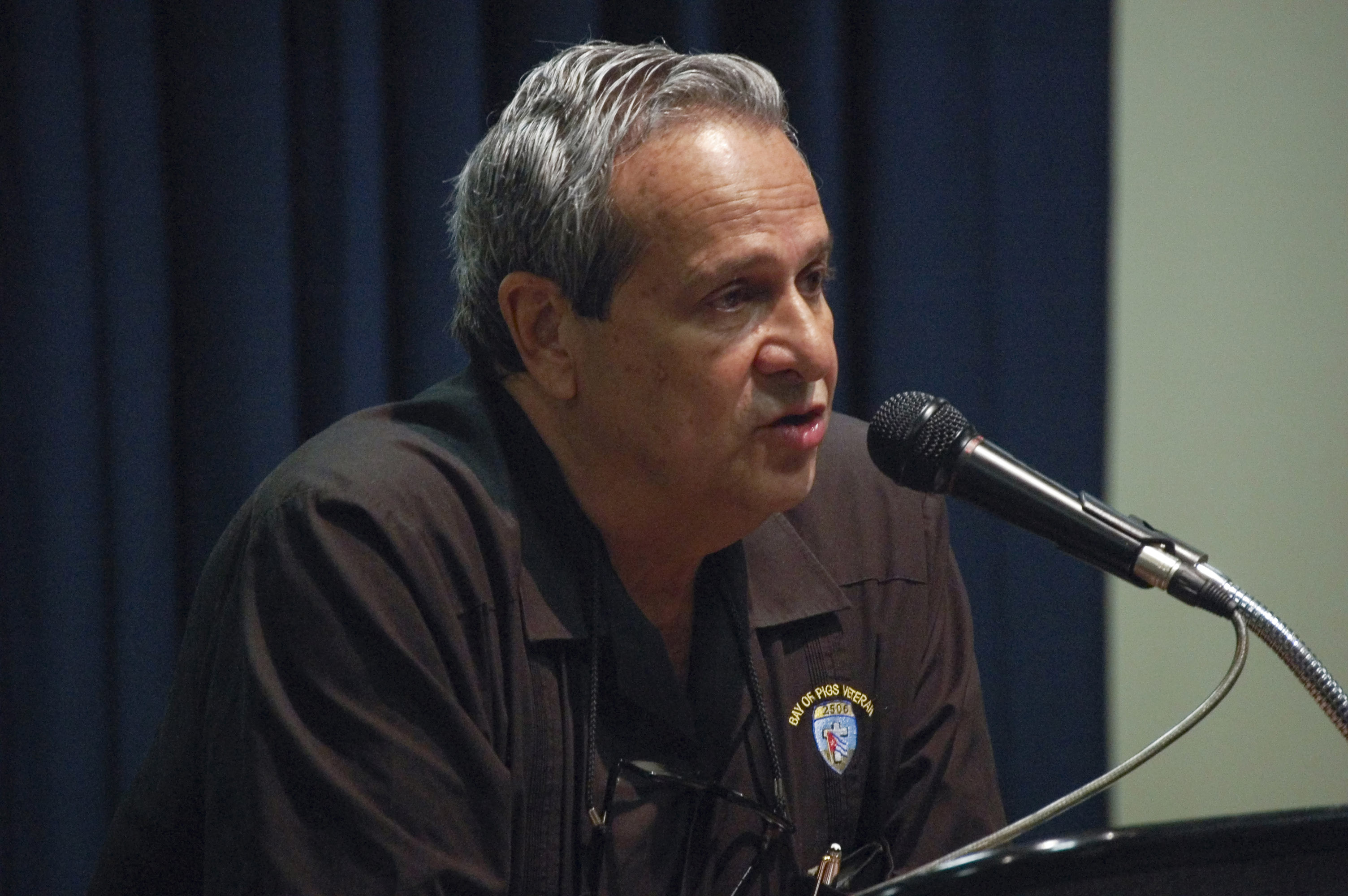
Rodríguez phát biểu tại trường trung học Christopher Columbus ở Miami.

Năm 2004, Rodríguez trở thành chủ tịch Hội Cựu chiến binh Lữ đoàn 2506, một nhóm lính đánh thuê còn sống sau Sự kiện Vịnh Con Lợn.
Trong cuộc bầu cử tổng thống Hoa Kỳ năm 2004, Rodríguez phản đối mạnh mẽ ứng viên tổng thống của đảng Dân chủ John Kerry một phần bởi vì trong phiên điều trần trước Tiểu ban Thượng viện về vấn đề Khủng bố và Ma túy năm 1987, Kerry đã chất vấn Rodríguez về các cáo buộc rằng Rodríguez đòi 10 triệu USD từ một băng đảng ma túy Colombia. Cáo buộc này xuất phát từ lời khai của Ramón Milian Rodríguez, một tên tội phạm rửa tiền người Colombia, sau này đã được chứng minh là không có thật.
Năm 2005, Rodríguez đã tham dự lễ khai trương Thư viện và Bảo tàng sự kiện Vịnh Con Lợn ở Little Havana, Florida, và trở thành chủ tịch ban giám đốc của bảo tàng này.

### Hồi ký
- Rodriguez, Felix I. và John Weisman. Shadow Warrior/the CIA Hero of a Hundred Unknown Battles. New York: Simon & Schuster, 1989.
  - Đánh giá tự truyện của Rodriguez, trực tuyến: "Memoirs of the Man the White House Said Didn't Exist", book review of The Shadow Warrior, của Robert Parry, Washington Monthly, tháng 11, 1989.

### Cuba: Che Guevara, Sự kiện Vịnh Con lợn, Trung Mỹ
- The Castro Obsession: U.S. Covert Operations Against Cuba, 1959–1965, Don Bohning, (2005)
- Tài liệu Vịnh Con Lợn và các tài liệu trong hội thảo kỷ niệm 40 năm tại Kho Lưu trữ An ninh Quốc gia tại Thư viện Gelman của Đại học George Washington.
- Thông tin chi tiết về Sự kiện Vịnh Con Lợn — gồm nhiều bản đồ và tài liệu về sự kiện.
- Lịch sử Cuba Lưu trữ ngày 22 tháng 5 năm 2023 tại Wayback Machine — Sự kiện Vịnh Con Lợn.
- "The Panama Invasion Revisited: Lessons for the Use of Force in the Post Cold War Era", Eytan Gilboa, Political Science Quarterly, Vol. 110, No. 4 (Winter, 1995), pp. 539–62
- CIA man recounts Che Guevara's death

### Vụ bê bối Iran-Contra
- Lawrence E. Walsh, "Báo cáo cuối cùng của Cố vấn độc lập về vấn đề Iran / Contras," ngày 4 tháng 8 năm 1993, Washington, DC, ISBN 978-0-671-66721-4.
- "Câu chuyện chưa kể về Iran-Contra," của Robert Parry và Peter Kornbluh, Foreign Policy, No. 72 (Autumn, 1988), pp. 3–30

## Liên khết ngoài
- Phỏng vấn (tiếng Tây Ban Nha) Video Archive: Horacio Cambeiro Phỏng vấn Félix Rodríguez tại Miami, Florida, tháng 8, 2011 trên YouTube
- Félix Rodríguez trên C-SPAN
- BBC News Audio Archive: Cold Warrior - A Profile of the Man Devoted to Removing Castro